# Tensione di soglia

## Tensione di soglia
È una tensione caratteristica di ogni dispositivo a semiconduttore (diodi, transistor, MOSFET) definita da parametri tecnologici, e generalmente indicata con {\displaystyle {V_{s}}}, {\displaystyle V_{tn0}}, ma anche {\displaystyle V_{tn}} oppure {\displaystyle V_{\gamma }}. 
La tensione di soglia è la minima differenza di potenziale applicabile tra gate e source del transistore per formare il canale; nei diodi è la minima tensione necessaria per attivare la conduzione in polarizzazione diretta. A questa tensione la concentrazione dei portatori maggioritari pareggia la concentrazione dei portatori minoritari.
Rappresenta la tensione necessaria ad accendere il dispositivo.
Nei MOSFET, esistono differenti modi per incrementare e decrementare la tensione di soglia, tra i più usati ritroviamo quello di incrementare la larghezza rispetto alla lunghezza.